# Ecuația Goldman
Ecuația Goldman este folosită pentru redarea potențialul de membrană celulară datorat tuturor speciilor ionice care pătrund prin membrana plasmatică.
Pentru o celulă:
{\displaystyle E_{\mathrm {m} }={\frac {RT}{F}}\ln {\left({\frac {P_{\text{Na}}[{\text{Na}}^{+}]_{\mathrm {ext} }+P_{\text{K}}[{\text{K}}^{+}]_{\mathrm {ext} }+P_{\text{Cl}}[{\text{Cl}}^{-}]_{\mathrm {int} }}{P_{\text{Na}}[{\text{Na}}^{+}]_{\mathrm {int} }+P_{\text{K}}[{\text{K}}^{+}]_{\mathrm {int} }+P_{\text{Cl}}[{\text{Cl}}^{-}]_{\mathrm {ext} }}}\right)}}
R = 8.314 J·K−1·mol−1
F = 96 485 C·mol−1
T = 310.15 K (în această situație)